# 雷政儒命案
雷政儒命案發生在1994年，是一起關於中華民國國軍軍中人權問題的事件。

## 當事人
雷政儒（1970年—1994年11月3日），臺灣直腸外科醫生雷子文的獨子。1994年自臺北醫學院（今臺北醫學大學）公共衛生學系畢業後隨即入伍服役，9月19日撥派陸軍防空飛彈指揮部（簡稱「飛指部」）軍醫隊服役，同年11月3日，被發現於臺北縣泰山鄉（今新北市泰山區）營區內的廁所身亡，下部隊前後僅45日。

## 事件經過
1994年11月3日，雷政儒曾於服役時打電話回家說：“我看到了不該看的事，陸博士（即陸悌瑩，本名林菊芳）要我死，我會被害死，趕快想辦法調離飛指部。”雷子文立即打電話請一位任職於三軍大學的少將郭震（後升至中將，三軍大學教育長），代為向飛指部轉達關切之意。陸軍飛指部副指揮官歐陽維憲上校先後約談了雷政儒本人，又指示先讓雷政儒休假。未料當日稍晚，雷政儒即在廁所被發現以黑紗腰帶“自縊”（軍方說法），雷子文趕到飛指部本部營區，親自予以急救，後送三軍總醫院，仍在11月4日過世。

## 驗屍報告
軍事檢察官驗屍報告記載雷政儒是以皮帶上吊自殺，頸部有一道明顯勒痕，根據化驗比對，頸部勒痕寬度，和在廁所發現疑似上吊用的軍用皮帶的邊寬相符。此外，現場紀錄則顯示：死者舌頭外露、喉結、氣管有遭外力壓迫，亦有脫肛、脫糞狀況，主要死因為腦部長期缺氧，窒息而死。
1998年10月23日，三名臺、日籍法醫重新會診雷政儒案。來自日本福岡大學法醫學教授柏村征一，會同臺灣著名法醫楊日松、法醫研究中心主任方中民，共同重建現場，討論案情。三位法醫對於雷政儒「是以皮帶上吊，致使頸部受到壓迫死亡」的部份，達成共識。但是是自殺或是他殺，三位法醫無一能確切說明。

## 疑點
此案疑點甚多，中華民國軍方態度遮掩，例如曾經阻撓日本名法醫柏村征一到臺灣協助相驗工作，致其近一年後才獲准。雷政儒的身高大約175公分左右，他上吊時掛在廁所抽水馬桶水管（軍中男廁所大都蹲式馬桶，水箱在上端），距離地面大約是160公分左右，雙腳可以碰觸地面，也是自殺說法的疑點之一。

### 各方說法
- 日本法醫認為本案是「他殺」後再偽裝成自殺。
- 臺灣法醫方中民認為：他判定自殺就是自殺……任何相信日本法醫說辭的人就是「損害國家主權」、「喪權辱國」。（方中民後來捲入另一宗冤案江國慶案，被列入「狗官名單」）
- 臺灣著名法醫楊日松則未判定是自殺。
- 雷子文曾表示：雷政儒在被人發現時其實尚未氣絕，但卻遭到不具有醫師資格的軍醫隊隊長許志雄中尉當場宣布死亡，以致延誤急救時間，許志雄的行為已違反醫師法，有業務過失致死的責任。而陸軍總司令李楨林上將，職司陸軍軍官的任命及調配，卻任命不具醫師資格的許志雄執行醫師業務，亦有管理過失之嫌。

## 後續發展
雷子文本人在四處陳情抗議無效後，也於三年後的1997年11月5日在其診所試圖自焚，抗議軍方「草菅人命」，轟動臺灣，被移送後以二萬元交保。監察院遂重新調查，但無新結果。同年11月17日凌晨，雷子文二度自焚去世，享壽65歲。
雷政儒命案至今仍未有能令各方信服的調查結果，一說雷政儒之死與當時的飛指部指揮官夏廣建女友「陸悌瑩」（本名林菊芳，有竊盜、詐欺、行賄等前科）經常出入軍方飛彈指揮部有關。